# مونتورايو (إسبانيا)
بلدية مونتورايو (بالإسبانية: Montorio)‏, هي إحدى بلديات مقاطعة برغش, التي تقع في منطقة قشتالة وليون, والتي تقع في شمال غرب إسبانيا.
يبلغ عدد سكانها 173 نسمة وفقاً لإحصائية سنة (2002).